# بيان نوري توفيق
بيان نوري توفيق نادر (1 يناير 1960 في السليمانية -)، سياسية كردية عراقية، وزيرة دولة لشؤون المرأة في حكومة حيدر العبادي (2014 -2016)، وعضوة في المجلس الوطني العراقي المؤقت (2004 -2005)، عضوة مؤسسة في قيادة الاتحاد الإسلامي الكردستاني.

## السيرة السياسية
بيان نوري توفيق عضوة مؤسسة في الاتحاد الإسلامي الكردستاني وهي في قيادة الحزب منذ 1996 حتى الآن. شغلت منصب مستشارة الأمين العام لشؤون المرأة في الحزب من 2000 إلى 2005 وعضوة المكتب السياسي من 2005 إلى 2014 وكذلك مسؤولة مكتب المرأة من 2005 إلى 2010، ثم مسؤولة مكتب شؤون الانتخابات من 2010 إلى 2013.
كما شغلت منصب عضوة في الجمعية الوطنية الانتقالية المؤقتة عامي 2004 و2005.
شغلت منصب وزيرة الدولة لشؤون المرأة في حكومة حيدر العبادي. شملها الترشيق الحكومي فألغيت وزارتها.

## نشاطاتها الأخرى
كانت أول سكرتيرة لمنظمة الرابطة الأسلامية لأخوات كردستان، وكانت صاحبة أمتياز جريدة نسائية اسمها «ئايندة» من 1996 إلى 2012، ثم صاحبة امتياز مجلة «ئايندة سازى» من 2012 حتى الآن. كانت أول أمرأة عراقية تتنسم نصب مديرة مفوضة لشركة أهلية في منتصف الثمانينات.
كما إنها عضوة عاملة في نقابة الصحفيين في كردستان، ولها نشاطات نسوية كثيرة مثل المشاركة في مؤتمرات سياسية ونسائية داخل وخارج العراق والمشاركة في دورات وندوات وورش عمل متعلقة بقضايا المرأة.